# Quadrangle d'Amazonis

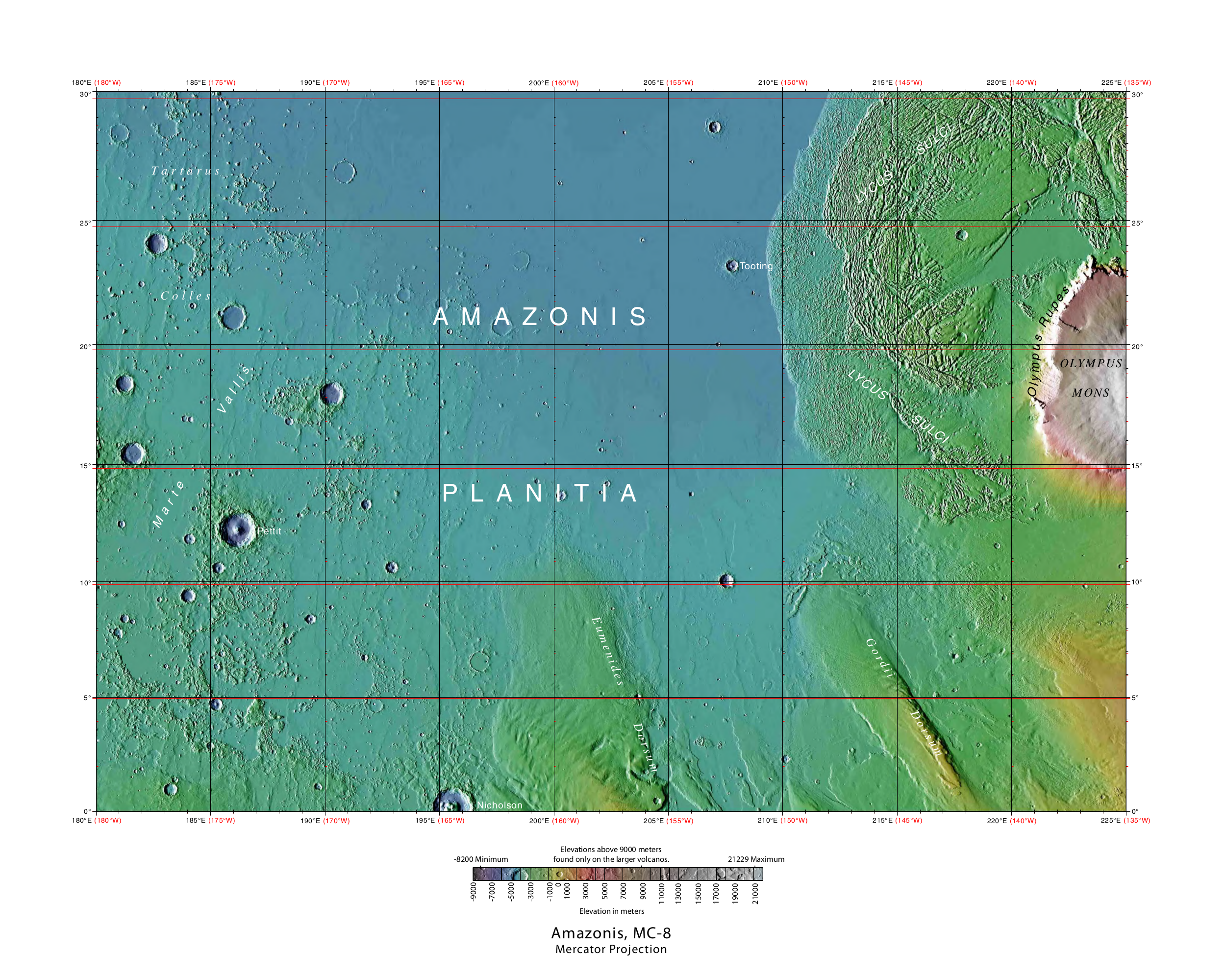
Quadrangle d'Amazonis

Dans le cadre de la géographie de la planète Mars, le quadrangle d'Amazonis — également identifié par le code USGS MC-08 — désigne une région martienne définie par des latitudes comprises entre 0° et 30° N et des longitudes comprises entre 180° et 225° E. 